# Сидар-Блафф (Виргиния)
Сидар-Блафф (англ. Cedar Bluff) — город в округе Тазуэлл  в штате Виргиния США. По данным переписи 2020 года, численность населения составляла 1069 человек.

## Население
| 2010 | 2010  | 2020  |
| ---- | ----- | ----- |
| 1139 | ↘1137 | ↘1069 |